# Mathe de Matha
Mathe de Matha, morte entre 1270 et 1273, fille de Boson de Matha, seigneur de Cognac, et de Pétronille de Bigorre, comtesse de Bigorre et vicomtesse de Marsan, fut vicomtesse de Marsan de 1251 à sa mort. Elle est l'ancêtre au douzième degré du roi de France Henri IV.

## Biographie

### Vicomtesse de Marsan
Mathe de Matha succède à sa mère en 1251 dans la vicomté de Marsan, tandis que sa demi-sœur Alix de Montfort devient comtesse de Bigorre. Le comté de Bigorre était revendiqué par Simon V de Montfort, comte de Leicester et gouverneur de la Guyenne, à qui Pétronille de Bigorre avait confié le gouvernement à la fin de sa vie, mais qui s'était empressé de considérer que c'était une donation. Mathe et son mari Gaston VII de Béarn soutiennent militairement Alix, puis son fils Eschivat IV de Chabanais contre Simon de Montfort et parviennent à tenir en échec ses prétentions. Pour éviter d'avoir une province en révolte, le roi d'Angleterre Henri III rappelle Simon.
Puis Gaston VII de Béarn attaque en 1256 Eschivat, qui ne veut pas céder les biens que Mathe possède en Bigorre. Il assiège Tarbes, mais le prince Édouard d'Angleterre leur impose la paix.
Aucun document ne mentionne la mort de Mathe. Lors des fiançailles de sa fille Guillelme, en 1270, elle est encore vivante, mais son mari est veuf et se remarie avec Béatrice de Faucigny le 2 avril 1273.

### Mariage et enfants
Mathe de Matha épouse entre 1245 et 1250 Gaston VII de Béarn (1225 † 1290), vicomte de Béarn, et donne naissance à :
- Constance († 1310), vicomtesse de Marsan et comtesse titulaire de Bigorre, mariée le 23 mars 1260 à Alphonse d'Aragon († 26 mars 1260)[2], le 15 mai 1269 à Henry de Cornouailles (1235 † 1271)[3] et en 1279 à Aymon II, comte de Genève († 1280) ;
- Marguerite, vicomtesse de Béarn, mariée en 1252 à Roger-Bernard III, comte de Foix ;
- Mathe, mariée en 1260 à Géraud VI, comte d'Armagnac ;
- Guillelme († 1309), fiancée en 1270 (annulation en 1281) à Sanche IV (1258 † 1295), roi de Castille, puis mariée en 1295 à Pierre d'Aragon[4] (1275 † 1296).